# Bactris hatschbachii
Bactris hatschbachii es una especie de palma o palmera del género Bactris de la familia de las palmeras (Arecaceae). Habita en regiones cálidas del centro de América del Sur.

## Distribución y hábitat
Esta palmera es un endemismo del sudeste del Brasil, en el estado de Paraná.  Vive a altitudes menores a los 500 m s. n. m..

## Taxonomía
Bactris hatschbachii fue descrita originalmente en el año 2000 por el botánico estadounidense Larry Ronald Noblick.
Etimología
Ver: Bactris
El nombre específico hatschbachii refiere al apellido del botánico brasileño Gerdt Guenther Hatschbach, a quien fue dedicada la especie.  